# Staatliche Universität Chudschand
Die Staatliche Universität Chudschand (tadschikisch Донишгоҳи давлатии Хуҷанд; russisch Худжандский государственный университет) ist eine der größten Universitäten Tadschikistans und befindet sich in der Stadt Chudschand.
Sie wurde 1932 als Pädagogisches Institut gegründet. Seit der Unabhängigkeit Tadschikistans im Jahr 1991 trägt die Universität den Namen von Bobodschon Ghafurow.
Im Studienjahr 2014/15 hat die Universität 15.528 Studenten und 862 Mitarbeiter.

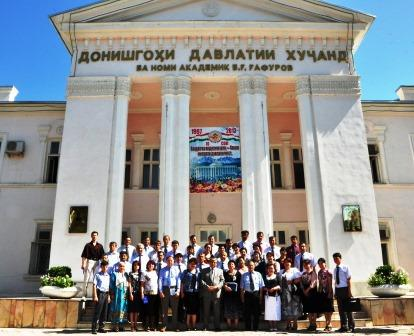
Das Gebäude der Universität